# 段鍊
段鍊（1512年—？），字文純，順天府固安縣澄清坊人，民籍，明朝政治人物。

## 生平
嘉靖十六年（1537年）丁酉科順天府鄉試第六十三名舉人。嘉靖二十年（1541年）中式辛丑科會試第一百五十一名，登第三甲第一百九十八名進士。授工部主事，歷升员外郎、大同府知府。

## 家族
曾祖段紀；祖父段補之，弘治己酉舉人、河南通許知縣；父段貢，驛丞。前母韓氏；母陶氏。具庆下。兄段錦、段錄、段鑂（兵部員外郎）、段釴。弟段錞、段鎧、段銳。